# Vièla Sobiran
Vièla Sobiran (en francès Vielle-Soubiran) és un municipi francès situat al departament de les Landes i a la regió de la Nova Aquitània.

## Demografia
| 1962                                       | 1968 | 1975 | 1982 | 1990 | 1999 | 2007 |
| ------------------------------------------ | ---- | ---- | ---- | ---- | ---- | ---- |
| 213                                        | 219  | 216  | 219  | 208  | 197  | 238  |
| Des de 1962: població sense dobles comptes |      |      |      |      |      |      |

## Administració
| Període   | Identitat         | Partit |
| --------- | ----------------- | ------ |
| 2001-2008 | Jean-Claude Gaube |        |
| 2008-     | Sylvie Fiton      |        |